# Senotainia patersoni
Senotainia patersoni är en tvåvingeart som beskrevs av Zumpt 1961. Senotainia patersoni ingår i släktet Senotainia och familjen köttflugor. Inga underarter finns listade i Catalogue of Life.